# 夢模様 (石川ひとみのアルバム)
『夢模様』（ゆめもよう）は、1981年11月21日に発売された石川ひとみの6枚目のオリジナルアルバムである。発売元はNAVレコード。

## 概要
先行シングル「三枚の写真」の発売に続いて制作されたアルバムである。
LPレコードの帯コピーは「見えませんか、時のまばたき。聴こえませんか、光のささやき」
本アルバム収録楽曲のうち、「マリー」「Do You Love Me?」は、1982年11月7日に早稲田大学で開催された学園祭ライブで選曲されている（アルバム『キャンパス ライブ』収録）。この2曲は、2002年制作のCD-BOXセット『78-86 ぼくらのベスト 石川ひとみ CD-BOX』の本人セレクションでも選曲された。
本作は初版の発売から長きに亘り未CD化の状況が続いていたが、2004年1月発売の『78-83 ぼくらのベスト2 石川ひとみ CD-BOX』で初めてデジタル音源化された。2008年には、シングル曲8曲を追加した『夢模様+Single Collection』として単品CDが発売されている。

## 収録曲

### LP／CT

#### Side A
1. 三枚の写真（3:52）
作詞：松本隆／作曲：大野克夫／編曲：葦沢聖吉
  - シングルバージョンとはマスタリングが異なっており、エコーがやや効いたテイクである。
2. 好・き…（3:59）
作詞・作曲：小室みつ子／編曲：大谷和夫
3. マリンブルーに溶けないで（4:14）
作詞：門谷憲二／作曲：亀井登志夫／編曲：大谷和夫
  - 1982年に発売されたシングル「君は輝いて天使にみえた」のB面に収録。
4. Do You Love Me?（3:52）
作詞・作曲：小室みつ子／編曲：松任谷正隆
5. マリー（4:44）
作詞・作曲：服部清／編曲：大谷和夫

#### Side B
1. 夕暮れて（3:44）
作詞：丸山圭子／作曲：丸山圭子・佐藤準／編曲：戸塚修
2. つぶやき（3:27）
作詞：竜真知子／作曲：佐瀬寿一／編曲：葦沢聖吉
  - 三木聖子のアルバム『聖子』（1976年発売）収録曲のカバー。
3. ガラスの恋人（4:08）
作詞：竜真知子／作曲：服部清／編曲：戸塚修
  - 1983年に発売されたシングル「パープル ミステリー」のB面に収録。
4. 午後の夢（3:59）
作詞：武衛尚子／作曲：井上鑑／編曲：渡辺茂樹
5. 問わず語り（3:47）
作詞：武衛尚子／作曲：服部清／編曲：大谷和夫

### 78-83 ぼくらのベスト2 石川ひとみ CD-BOX DISC6
1. 三枚の写真
2. 好・き…
3. マリンブルーに溶けないで
4. Do You Love Me?
5. マリー
6. 夕暮れて
7. つぶやき
8. ガラスの恋人
9. 午後の夢
10. 問わず語り

#### 『夢模様+Single Collection』 ボーナス・トラック
1. ひとりじめ
2. 君は輝いて天使にみえた
3. パープル ミステリー
4. にわか雨
5. 恋
6. メモリー
7. 裸足でダンス
8. 秘密の森

## 参考資料
- オリコン『ALBUM CHART-BOOK COMPLETE EDITION 1970-2005』オリコン・マーケティング・プロモーション、2006年4月。ISBN 978-4-87131-077-2。